# Mikoyan-Gurevich MiG-3
Mikoyan-Gurevich MiG-3 (Tiếng Nga: Микоян и Гуревич МиГ-3) là một loại máy bay tiêm kích của Liên bang Xô-viết trong Chiến tranh thế giới II. Nó được phát triển từ MiG-1 bởi OKO (opytno-konstrooktorskiy otdel - Experimental Design Department - Cục thiết kế thực nghiệm).

## Thiết kế và phát triển
Mikoyan và Gurevich đã có một số thay đổi lớn trong thiết kế của MiG-1 theo hai hướng dùng để đánh chặn và trinh sát trên chiến trường sau khi đã nghiên cứu tại đường hầm tạo gió thuộc Trung tâm hàng không và Viện động lực học chất lưu (TsAGI). Những cải tiến này được trình bày tại một hội đồng nghiệm thu cấp nhà nước.
Những thay đổi bao gồm:
- Dịch động cơ lên phía trước 4 inches (100mm) để tăng sự ổn định.
- Tăng thêm góc nhị diện ở phía ngoài để ổn định hơn.
- Đưa vào sử dụng bộ tản nhiệt nước (OP-310), cho phép thêm vào 55 imp. gallon (250L) nhiên liệu.
- Thêm thùng dầu phụ sau động cơ.
- Bộ phận thải khí từ động cơ làm giảm khả năng trúng đạn trong trường hợp bị quân địch bắn.
- Thêm vào 8 mm giáp sau ghế phi công (sau này là 9 mm cho các bản cải tiến tiếp theo).
- Bơm tăng khả năng nạp không khí ở khe lấy.
- Tăng sức mạnh của trục bánh.
- Tăng kích thước của bánh lên 25.5"x 7.87" (650mm x 200mm).
- Cải thiện mái che, tận dụng cho phi công nhìn về phía sau và cho phép đặt thêm đằng sau phi công máy vô tuyến RSI-1 (sau này cải tiến thành RSI-4).
- Thiết kế lại dụng cụ panen.
- Cải tiến giá lắp súng PBP-1 thành PBP-1A.
- Tăng thêm cơ số đạn cho súng ShKAS lên 750.
- Gia tăng độ chắc chắn của giá đỡ dưới bụng máy bay, thêm vào khối lượng bom là 485 lbs 220 kg), thùng phun thuốc hoặc 8 tên lửa không điều khiển RS-82.

Chiếc máy bay đầu tiên được ứng dụng các cải tiến là I-200 số 4, đây là mẫu thử nghiệm của I-200, sau này được đổi tên thành MiG-1. Nó bay lần đầu tiên vào cuối tháng 10-1940. Theo sau những thành công đầu tiên từ chuyến bay là thử thách trong cuộc thi ứng tuyển cho VVS (Voyenno-voz-dushnyye seely - Military Air Forces - Lực lượng không quân).
Trong suốt quá trình thử nghiệm, NKAP (Narodnyy komissariat aviatsionnoy promyshlennosti - People's Ministry of the Aircraft Industry - Bộ công nghiệp hàng không nhân dân) đã công bố mẫu MiG-3 sẽ được chọn để sản xuất, và tổng cộng đã có 3.172 chiếc được sản xuất trong năm 1941.

## Lịch sử hoạt động
Sau khi MiG-3 được đưa ra bảo vệ tại hội đồng nghiệm thu cấp nhà nước, nó được đưa vào sản xuất ngày 20-12-1940. Từ tháng 3-1941, mỗi ngày lại có 10 chiếc được sản xuất. Quá trình sản xuất không thể diễn ra chậm trễ trước những nhu cầu trang bị để có thể sánh ngang với loại máy bay trinh sát Junkers Ju 86 của Đức ở tầng cao khi sự thù địch giữa Đức và Liên bang Xô viết đang diễn ra một cánh gay gắt.
Trước chiến dịch Barbarossa của quân Đức, hơn 1.200 chiếc MiG-3 đã được cung cấp tới các đơn vị.
Trong quá trình thử nghiệm máy bay vẫn còn những nhược điểm của MiG-1 như khối lượng lớn và mức tiêu thụ nhiên liệu quá lớn, Mikoyan và Gurevich đã hứa sẽ khắc phục những nhược điểm này. Mikoyan và Gurevich đã sắp xếp hơn 2 chuyến bay giữa Leningrad và Moskva để chứng tỏ MiG-3 có khả năng bay xa 1000 km.
Tuy nhiên điều này đã không được khắc phục, MiG-3 vẫn gặp các vấn đề trong suốt quá trình triển khai thử nghiệm. Vài mẫu MiG-3 được sản xuất đã không thể đáp ứng độ cao do áp lực của nhiên liệu. Các phi công đã cố gắng điều khiển những chiếc MiG-3 gặp vấn đề. Ngay sau đó một loại nhiên liệu mới được đưa vào sử dụng đã khắc phục những vấn đề đó, việc điều khiển huấn luyện dễ dàng hơn đã giúp các phi công dần quen với MiG-3.
Trong 2 năm sau đó, MiG-3 đã được thêm một số vũ khí như súng máy gắn trên và pháo ShVAK.
Do diều kiện chiến tranh với quân Đức, MiG-3 đã phải đóng vai trò là máy bay cường kích (tấn công mặt đất), nhưng nó nhanh chóng bộc lộ nhiều yếu kém, và nó mất dần vai trò. Yếu kém chính của nó là động cơ AM-35 chỉ giúp MiG-3 hoạt động tốt ở tầng cao, nó mất ưu thế ở tầm thấp và tầm trung, nơi diễn ra nhiều cuộc không chiến ở mặt trận Xô-Đức. Súng và trọng tải bom của nó quá yếu khi làm nhiệm vụ cường kích trong khi rocket RS-82 thiếu sự chính xác. Sự quên lãng của MiG-3 bị gián đoạn khi động cơ AM-35 được thay thế bởi AM-38, vốn được trang bị cho Ilyushin Il-2 Shturmovik loại máy bay nổi tiếng trong chiến tranh thế giới thứ II.
Trong suốt chiến tranh, Mikoyan và Gurevich vẫn tiếp tục phát triển MiG-3 để tăng thêm trần bay, những mẫu cải tiến với sức mạnh lớn hơn được gọi với tên từ I-220 đến I-225 (Điểm khỏi đầu cho một số nhầm lẫn khi tên gọi MiG-7 được dùng để chỉ những mẫu máy bay cải tiến của MiG-3). Cuộc chiến trên không với Đức đã chứng minh rằng thời hoàng kim của động cơ pit-tông đã qua, và không một mẫu sản xuất nào có thể làm lại lịch sử như nó.
Một số mẫu thiết kế đã thử lắp động cơ mới vào, với động cơ mới là một thiết kế sáng tạo AM-37. Mẫu thử nghiệm này được gọi là MiG-7, nhưng với sự dừng sản xuất động cơ AM-37, đề án đã phải dừng lại. Mùa xuân năm 1942, những chiếc MiG-3 được bị rút khỏi các phi đội phòng thủ ở chiến trường. Trong cố gắng lắp máy mới lần cuối với động cơ đốt trong Shvetsov ASh-82 để giúp cho MiG-3 lấy lại niềm tin, những động cơ tương tự đã được sử dụng để tạo ra mẫu máy bay Lavochkin La-5 từ LaGG-3. Mẫu đầu tiên được gọi với tên I-210 và I-211, những kết quả thử nghiệm đã thành công đủ để những mẫu cải tiến sau này hiệu quả hơn với tên gọi MiG-9. Tuy nhiên, mẫu La-5 đã được sản xuất và mẫu I-211 không được hoàn thiện hơn để đưa vào phục vụ không quân. Một số chiếc MiG-9 được thử nghiệm với động cơ Pratt & Whitney R-2800-63 của Hoa Kỳ.
2 mẫu thử nghiệm cuối cùng là I-230 và I-231, được phát triển trên nguồn gốc của MiG-3, được sử dụng loại động cơ lớn hơn, nhưng chúng không được không quân Xô viết để ý đến.

## Các phiên bản
- MiG-3: Máy bay tiêm kích đánh chặn một chỗ, trang bị 1 động cơ piston 1.350-hp (1007-kW) Mikulin AM-35A.
- I-210: Nguyên mẫu MiG-3 trang bị 1 động cơ piston Shvetsov ASh-82. Cũng còn được biết đến với tên gọi MiG-3-82.
- I-211: Nguyên mẫu MiG-3 trang bị 1 động cơ piston Shvetsov.
- MiG-3U: Một nguyên mẫu khác của MiG-3, trang bị 1 động cơ piston 1.350-hp (1007-kW) Mikulin AM-35A.

## Chiếc MiG-3 được khôi phục
Vào tháng 5-2007, một chiếc MiG-3 được khôi phục đã bay ở Novosibirsk, Siberia. Kể từ tháng 7-2007, máy bay đã hoàn thành 12 chuyến bay. Tháng 8-2007, chiếc máy bay được phục chế này (trên thân máy bay sơn số 17 màu trắng, còn toàn bộ thân sơn ngụy trang màu xanh lá cây và nâu) đã bay nhào lộn 6 phút trên không trong ngày thứ ba của triển lãm hàng không MAKS 2007.

## Các quốc gia sử dụng
- Liên bang Xô Viết
  - Không quân Xô Viết
- România
- Phần Lan có đặt khoảng 70 chiếc MiG-3, nhưng chưa nhận được chiếc nào.

## Đặc điểm kỹ thuật (Mikoyan-Gurevich MiG-3)

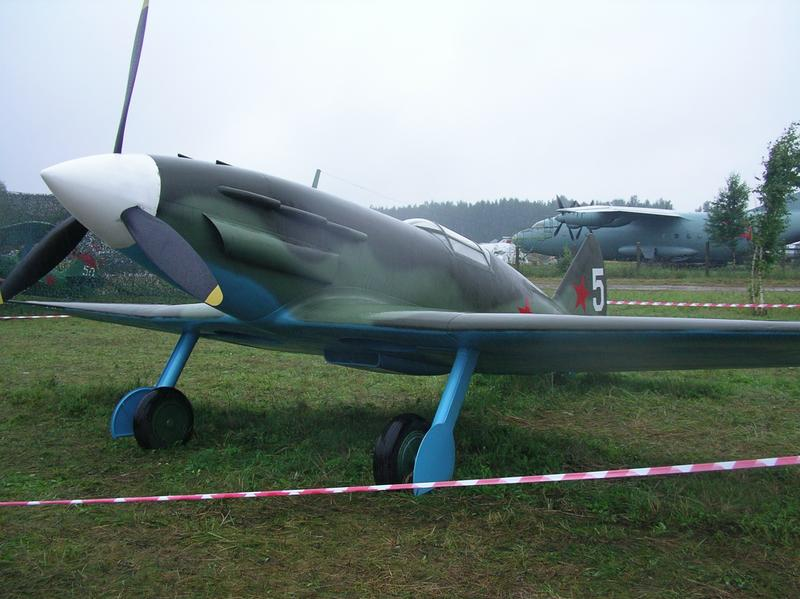
MiG-3 tại bảo tàng ở Monino

MiG-3

### Đặc điểm riêng
- Phi đoàn: 1 người
- Dài: 8.25 m (27 ft 1 in)
- Chiều dài cánh: 10,20 m (33 ft 6 in)
- Chiều cao: 3,50 m (11 ft 6 in)
- Diện tích cánh: 17,44 m² (188 ft²)
- Loại cánh: Clark YH
- Trọng lượng rỗng: 2.699 kg (5.965 lbs)
- Trọng lượng cất cánh: 3.355 kg (7.415 lbs)
- Động cơ: 1× Mikulin AM-35A bộ làm mát bằng không khí V-12, công suất 993 kW (1.350 HP)

### Đặc điểm bay
- Vận tốc tối đa: 640 KMH (397 MPH)
- Phạm vi hoạt động: 820 km (510 miles)
- Trần bay: 11.500 m (37.700 ft)
- Tốc độ lên cao: 14,7 m/s (2.890 ft/min)
- Lực nâng của cánh: 192 kg/m² (39,4 lb/ft²)
- Lực đẩy/khối lượng: 0,30 kW/kg (0,18 hp/lb)

### Vũ khí
- 1x súng máy 12,7 mm UBS
- 2x súng máy 7,62 mm ShKAS
- 2x 100 kg (220 lb) bom, 2 khe gắn bom hoặc gắn 6 quả tên lửa không điều khiển RS-82 82 mm

## Nội dung liên quan

### Máy bay cùng sự phát triển
MiG-1 - MiG-7 - MiG I-210 - I-211 - I-225 - I-231

### Máy bay có tính năng tương tự
Heinkel He 100 - Curtiss XP-37

### Trình tự thiết kế
MiG-1 – MiG-3 - MiG-5 (DIS) - MiG-7 - MiG-8 - MiG-9 (I-210)/MiG-9 (I-301)

### Danh sách khác
- Danh sách máy bay trong Chiến tranh Thế giới II
- Danh sách máy bay tiêm kích